# 邵聖瑜
邵聖瑜（英文名：Claudia Shaw-D'Auriol，12月25日—），香港名媛、时尚界名人，邵為香奈兒香港顧問兼總買手。

## 生平
出自邵逸夫家族，邵氏第四代成员，属邵氏族譜排「瑜」字輩。邵邨人孙女，邵逸夫侄孙女。祖籍浙江宁波镇海。生于香港。父亲邵維鈁（Raymond Shaw），母邵卓德（Traute Shaw）英国奥地利裔白人香港社会活动家。邵是欧亚混血儿，有中、法、奥、港四地背景，在家中排行第三，长兄邵在德，香港环保人士，弟邵在純，企业家。
在美国女子学院布林茅尔学院修读艺术史。大学毕业后返回香港，在香港设计师唐書琨旗下做设计。曾在法國名牌卡地亞任三年公關經理。后任法国奢侈品牌Céline总经理（General Manager）三年。后至法国名牌香奈儿（ Chanel），担任时尚顧問和香港采购部总监等職。
创办有Claudia & Dominica美食食谱。
嫁給法国企业家Guy D' Auriol，有二子一女，女Anna, 子Hugo和子Thibault 。

## 代表著作
- 食譜《 Too Delicious》，2008年首版，与余夏卿（ 楊鐵樑媳婦）合著，一时热销[6]